# برايان باترسون (دراج)
برايان باترسون (بالإنجليزية: Brian Patterson)‏ هو دراج أمريكي، ولد في 4 يناير 1965 في هايوارد في الولايات المتحدة.